# Eugryllodes pipiens
Eugryllodes pipiens är en insektsart som först beskrevs av Dufour 1820.  Eugryllodes pipiens ingår i släktet Eugryllodes och familjen syrsor.

## Underarter
Arten delas in i följande underarter:
- E. p. pipiens
- E. p. valentinus
- E. p. panteli